# Johann Christian Herrgaß
Johann Christian Herrgaß (* 25. November 1780 in Ziebingen; † 19. Oktober 1850 in Magdeburg) war ein preußischer Generalmajor.

## Leben

### Herkunft
Johann Christian war der Sohn des preußischen Unteroffiziers im Infanterieregiment „Alt-Woldeck“ Michael Herrgaß und dessen Ehefrau Marie, geborene Drechsler.

### Militärkarriere
Herrgaß trat am 8. März 1797 als Musketier in das Infanterieregiment „von Möllendorff“ der Preußischen Armee ein und wurde 1804 Unteroffizier. Während des Vierten Koalitionskrieges kämpfte er bei Jena und wurde nach der Kapitulation bei Prenzlau inaktiv gestellt. Dennoch nahm Herrgaß an den Gefechten bei Frankenstein und Rotwaltersdorf teil. Bei der Verteidigung von Glatz wurde er verwundet und diente 1807 als Unteroffizier im Freikorps „Reichmeister“.
Nach dem Krieg kam er 1808 zunächst zur Gendarmerie und wurde dann am 1. April 1809 Sergeant im Regiment der Garde. Am 1. April 1813 kam er dann als Sekondeleutnant mit Patent vom 15. Juni 1813 in das 3. Kurmärkische Landwehr-Infanterie-Regiment. Während der Befreiungskriege erwarb Herrgaß in der Schlacht bei Hagelberg das Eiserne Kreuz II. Klasse. Ferner befand er sich bei den Belagerungen von Magdeburg und Wesel. Am 10. Mai 1814 zu Premierleutnant befördert, nahm er 1815 am Sommerfeldzug teil und kämpfte bei Ligny. Bei Waterloo erlitt Herrgaß eine Verwundung durch einen Schuss in den Arm und wurde mit dem Eisernen Kreuz I. Klasse sowie dem Orden des Heiligen Wladimir IV. Klasse ausgezeichnet.
Nach dem Krieg wurde er am 9. Februar 1816 dem Leib-Infanterie-Regiment aggregiert und am 12. August 1816 als Kompaniechef in das 27. Infanterie-Regiment versetzt. Am 30. März 1832 erfolgte seine Beförderung zum Major und die Ernennung zum Kommandeur des II. Bataillons im 29. Landwehr-Infanterie-Regiment. Am 21. Februar 1836 wurde Herrgaß dem 27. Infanterie-Regiment aggregiert und am 10. Juli 1838 als Kommandeur in das 4. kombinierte Reservebataillon versetzt. In dieser Stellung stieg er bis März 1845 zum Oberst auf. Anlässlich seines 50-jährigen Dienstjubiläums erhielt Herrgaß am 5. August 1847 die Mitteilung, noch weitere drei Jahre Kommandeur bleiben zu dürfen, dazu erhielt er am 26. Februar 1847 den Roten Adlerorden III. Klasse mit Schleife. Unter Verleihung des Charakters als Generalmajor nahm er am 16. Oktober 1849 seinen Abschied mit Pension. Er starb am 19. Oktober 1850 in Magdeburg.

### Familie
Herrgaß heiratete am 23. November 1826 in Magdeburg Karoline Wilhelmine Pinckernell (1801–1849). Aus der Ehe gingen die Söhne Johann Julius Theodor (* 1821) und Johann Heinrich Herrmann (* 1823) sowie die Tochter Karoline Johanna Emma (* 1824) hervor.